# CSA Illumina
CSA Illumina ist die wichtigste Fachdatenbank für Zeitschriftenartikel aus den Geistes- und Sozialwissenschaften. Sie inkorporiert frühere Einzelprodukte von Cambridge Scientific Abstracts wie Sociological Abstracts. Die Datenbank wird von ProQuest CSA herausgegeben. Ein Konkurrenzprodukt ist SocINDEX von Ebsco.